# 笠田村 (三重県)
笠田村（かさだむら）は三重県員弁郡にあった村。現在のいなべ市員弁町の北部にあたる。

## 地理
- 河川：員弁川、明智川

## 歴史
- 1889年（明治22年）4月1日 - 町村制の施行により、上笠田村・宇野村・市之原村・坂東新田・笠田新田・下笠田村の区域をもって発足。
- 1941年（昭和16年）2月11日 - 大泉原村・大泉村と合併して員弁町が発足。同日笠田村廃止。

## 交通

### 鉄道路線
- 三重交通
  - 北勢線（現・三岐鉄道北勢線）
    - 上笠田駅（2006年廃止）